# 張鳳翼 (天啟進士)
張鳳翼（？—1643年），字異羽，山东东昌府堂邑縣人。

## 生平
父张道情，字和夫，孝弟力田，好行其德，岁祲捐粟赈贷，立义塾，施棺构，闻义塚，凡力所任，无不周举。邻人受诬坐大辟，卖宅营救。道情初受其券，事解复还之，不责直。里有鬪讼，片言立散，人呼为张父云云。以子凤翔封文林郎广平府推官，累赠资政大夫工部尚书。
万历辛丑进士、兵部尚书张凤翔（字稚羽）弟。天啓元年（1621年）辛酉科山东乡试举人，天啓五年（1625年）乙丑科進士，授兵部主事，历武库司郎中，出为河南参议，转湖广下湖南道副使。崇祯六年，刑科都给事中陈赞化弹劾宜兴周延儒，引凤翼为证，周衔之刺骨，左迁霸州右参议，寻免职。再起宁夏兵备道，崇祯十六年擢延绥巡抚，甫入境，李自成已陷延安府，凤翼兼程赴援，至柳树涧遇寇，死之。